# بوره روی طلا
بوره روی طلا (به هندی: Sone Pe Suhaaga) فیلمی محصول سال ۱۹۸۸ و به کارگردانی کی. باپایا است. در این فیلم بازیگرانی همچون درمندرا، جیتندرا، آنیل کاپور، سری دوی، پونام دیلون، کیم کتکار، شاکتی کاپور، قادرخان، آسرانی، انوپم کهیر، پارش راوال ایفای نقش کرده‌اند.